# Bains Sainte-Sophie Hurrem Sultan
Le Hammam Sainte-Sophie Hurrem Sultan (en turc : Ayasofya Hürrem Sultan Hamamı, alias Ayasofya Haseki Hamamı et Haseki Hürrem Sultan Hamamı), est un bain turc (hammam) du XVIe siècle à Istanbul, en Turquie. Il a été commandé par Hurrem Sultan (également connue sous le nom de Roxelane), épouse légale du sultan ottoman Soliman le Magnifique. Il a été conçu par Mimar Sinan sur le site des thermes historiques de Zeuxippe pour la communauté religieuse de la toute proche Sainte-Sophie.

## Architecture
Les bains publics ont été construits comme bâtiment de charité par l'architecte Mimar Sinan en 1556. La structure de 75 mètres de long est conçue dans le style des bains ottomans classiques ayant deux sections séparées symétriques pour les hommes et les femmes. Les deux sections, situées dans la direction nord-sud, sont sur le même axe, ce qui était une nouveauté dans l'architecture du bain turc. La section masculine est au nord tandis que la partie féminine est au sud. 

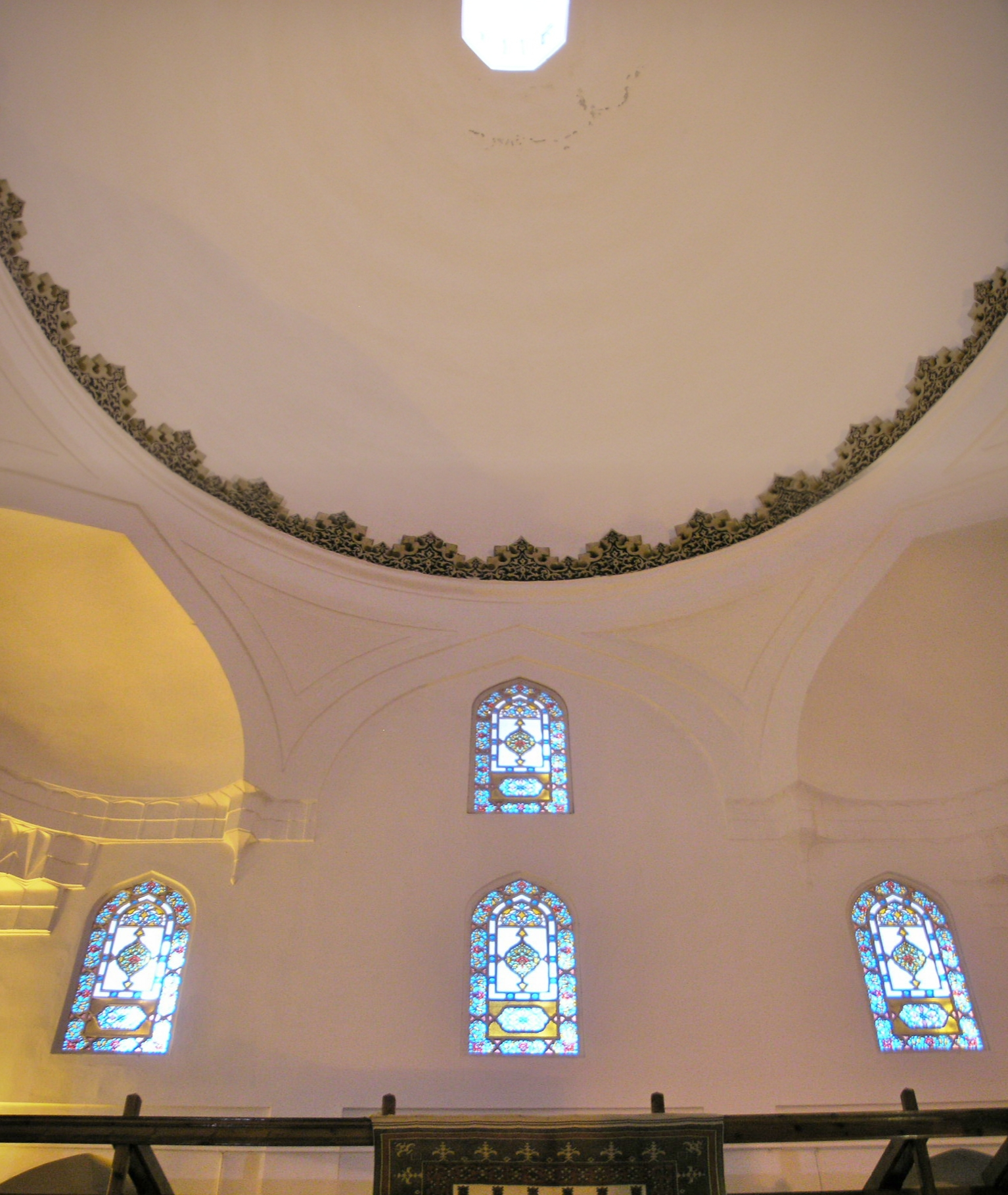
Vitraux à arche pointue du vestiaire des hommes

Les murs extérieurs sont construits en rangées alternant pierre de taille et briques. Le vestiaire de la section des hommes a quatre vitraux en arc brisé au-dessus de la façade et le vestiaire des femmes a trois fenêtres.
Les entrées des deux sections sont séparées. L'entrée de la section masculine se trouve au nord et celle des femmes à l'ouest. Contrairement à l'architecture des autres bains turcs, il y a un stoa avec un dôme au centre de la face avant de la section masculine. Les toits du dôme et du stoa sont décorés de briques et recouverts de feuille de plomb. Une palmette rouge et blanche avec une épigraphe dorée sur fond vert orne l'arc en ogive de la porte d'entrée monumentale.
Chaque section se compose de trois pièces interconnectées, à savoir le vestiaire (soyunmalık), la chambre froide intermédiaire (soğukluk, frigidarium) et la pièce chaude (sıcaklık, caldarium). Les pièces chaudes des deux sections sont adjacentes tandis que les vestiaires sont situés aux deux extrémités de l'axe. Les salles sont disposées dans l'ordre du vestiaire, de la salle fraîche et de la salle chaude de la section des hommes, suivies de la salle chaude, de la salle fraîche et du vestiaire de la section des femmes. 

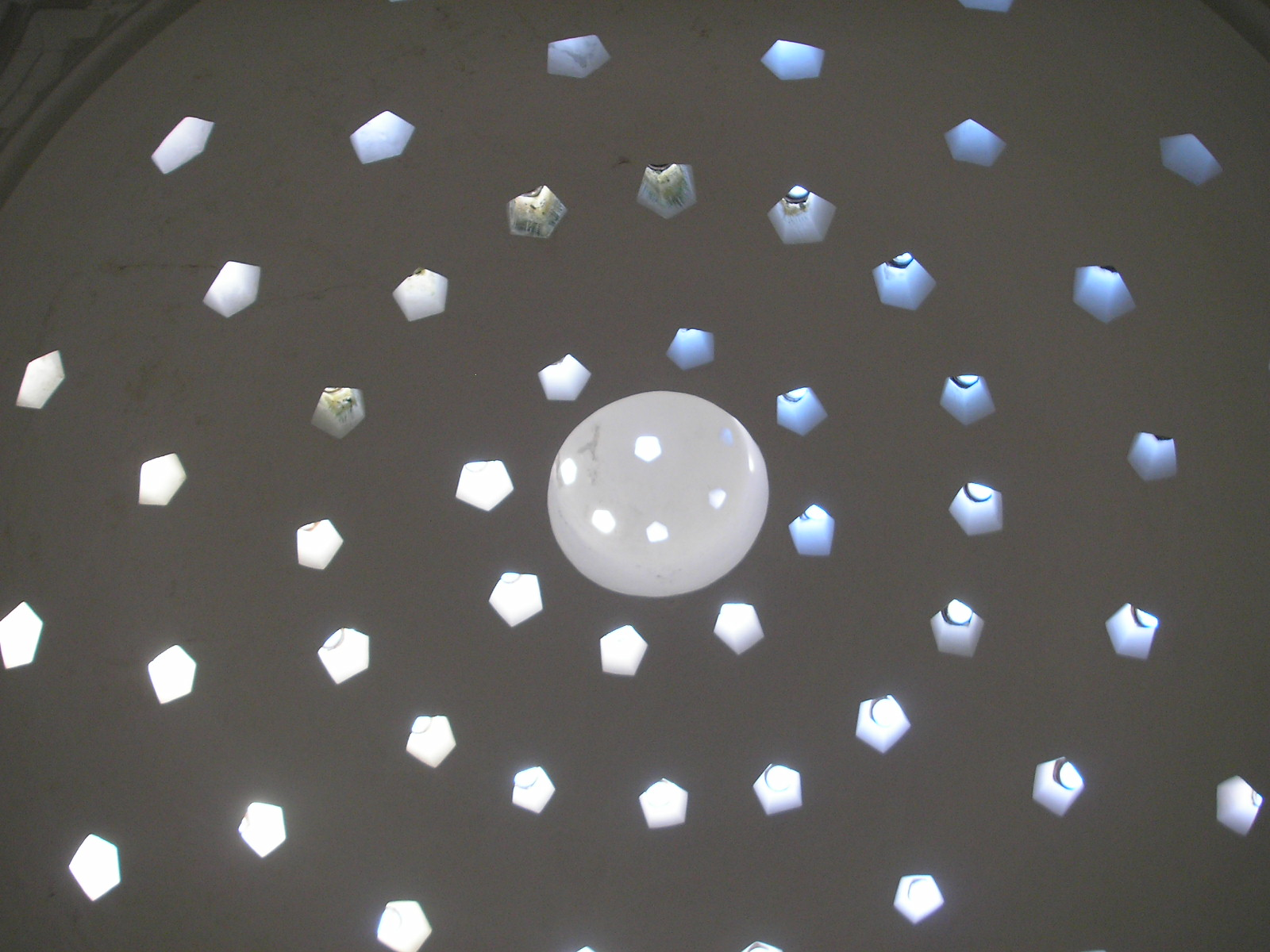
Dôme de la chambre chaude des hommes

Le vestiaire des hommes a une forme rectangulaire et est recouvert d'un dôme, qui est entouré d'une frise de feuilles en forme de zigzag selon la technique décorative ablaq. La pièce a des niches en arc brisé sur chacun de ses quatre côtés. D'un côté de la pièce fraîche, couverte de trois dômes, se trouvent des toilettes et de l'autre une salle de rasage. Une porte mène dans la chambre chaude en forme de croix, qui a quatre loggias avec des fontaines dans les coins, et quatre cabines autonomes pour la retraite (halvet) sous un petit dôme. Au centre de la pièce chaude se trouve une grande table octogonale en marbre appelée göbek taşı (littéralement: pierre du ventre), sur laquelle les baigneurs s'allongent. On sait que cette partie était autrefois décorée de mosaïques. Le grand dôme de la pièce chaude, qui repose sur les murs de forme octogonale, a de petites fenêtres en verre pour créer une pénombre par le haut. La section des femmes a le même plan architectural que le côté des hommes, cependant, son vestiaire est légèrement plus petit.

## Restauration

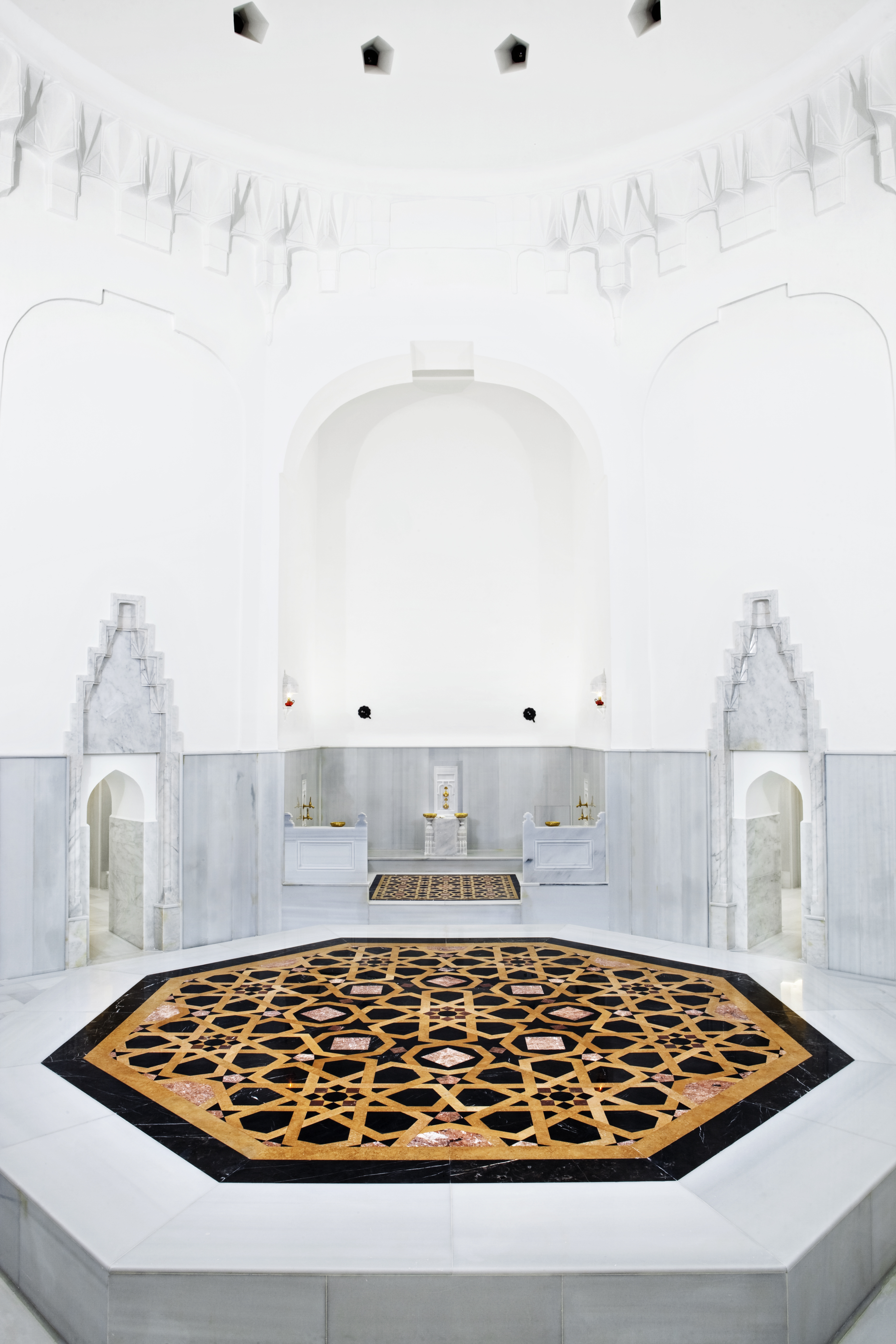
Vue intérieure du hamman après restauration.

Le bâtiment resta longtemps fermé, fut parfois utilisé comme entrepôt et fut restauré en 1957–1958. 
En 2007, les autorités de la ville d'Istanbul ont décidé de rendre le hammam à son usage d'origine après une interruption de 105 ans et ont lancé un appel d'offres pour sa restauration, remporté par un groupe de développement touristique. Après un projet de restauration de trois ans qui a débuté en 2008 et qui a coûté 11 millions de dollars US, le hammam a retrouvé son aura avec son ouverture en mai 2011. Il est maintenant exploité par Haseki Tourism Group.

## Littérature
- Orhan Yılmazkaya, Turkish Baths : A Light onto a Tradition and Culture, Istanbul, Çitlembik Publications, 2005, 142 p. (ISBN 978-975-6663-80-6)
- Faculté d'architecture de l'Université de Kocaeli En 2008-2011, instructeur Re-Bath des architectes Tevfik İlter exécuté pour usage Hammam (Bain)